# Carl Icahn
Carl Celian Icahn (AFI: /ˈaɪkɑːn/; New York, 16 febbraio 1936) è un imprenditore ed uomo d'affari statunitense noto nel mondo economico per la sua attività di corporate raider, spesso messa in discussione.
Le sue operazioni finanziarie negli anni lo hanno portato a diventare un multimiliardario. Nel 2017 è titolare di un patrimonio di 16,6 miliardi di dollari, cosa che lo rende il 26º uomo più ricco del mondo secondo la rivista Forbes e il quinto più ricco gestore di fondi speculativi (in inglese hedge fund).
Nel 2017 è stato per un breve periodo consigliere dell'allora presidente degli Stati Uniti Donald Trump sul tema dei regolamenti finanziari, dimettendosi per conflitti di interesse.

## Biografia
Cresciuto nel Queens di New York da una famiglia ebraica, frequentò l'Università di Princeton e la New York University School of Medicine, ma lasciò gli studi a metà non conseguendo la laurea.
Icahn cominciò la sua attività imprenditoriale a Wall Street nel 1961 come agente di cambio. Sette anni dopo fondò la Icahn & Co., una società specializzata in investimenti ad alto rischio e consulenze per investitori. Con questa compagnia Icahn iniziò a comprare titoli azionari per poi rivenderli entro brevi periodi conseguendo grandi profitti e posizioni importanti all'interno di alcune celebri aziende come: RJR Nabisco, TWA, Texaco, Phillips Petroleum, Western Union, Gulf & Western, Viacom, Uniroyal, Dan River, Marshall Field, E-II (Culligan e Samsonite), American Can, USX, Marvel Comics, Revlon, Imclone, Federal-Mogul, Fairmont Hotels, Kerr-McGee, Time Warner e Motorola. La sua strategia è sempre stata questa: rastrella azioni fino al punto da far sentire la sua presenza, quindi aumenta e aumenta gli acquisti fino al momento in cui non si può non trattare con lui.
Nel 1985 fece scalpore il suo acquisto della TWA, quando riuscì a controllare la compagnia attraverso un'acquisizione (in inglese takeover) ostile, quindi nonostante il parere sfavorevole di tutto il consiglio di amministrazione. Poi cominciò a vendere pezzi pregiati della società (tra cui le rotte per Londra all'American Airlines per 445 milioni di dollari) per rimborsare i soldi avuti in prestito per rilevare la compagnia aerea. Nel 1988 la ritirò dalla Borsa con un profitto personale di 460 milioni e lasciando la TWA con un debito di 540 milioni di dollari. Sulla vicenda è stato in parte ispirato il film Wall Street con Michael Douglas.
Per finanziare le sue operazioni fece frequentemente utilizzo di titoli spazzatura, ricorrendo ad ogni mezzo per poterli emettere ed in seguito onorare; negli ultimi anni tuttavia ha smesso di usare questo mezzo.
Da mezzo secolo terrorizza i consigli di amministrazione di Wall Street con le sue incursioni. Nel 2008 Icahn rilevò una quota di Yahoo che aveva rifiutato un'offerta di Microsoft estromettendo il vertice, entrò in eBay costringendola a vendere PayPal, s'infilò nella Dell obbligando ad andarsene il fondatore Michael Dell, entrò in Xerox nel tentativo di evitare la fusione con Fuji.
Ha dal 2012 una quota del 10% in Netflix, nel 2013 eccolo entrare in Apple per poi vendere tre anni più tardi. Nel febbraio del 2018 ha ceduto le sue quote in Manitowoc, una società siderurgica, pochi giorni prima che Trump decidesse lo scoppio della guerra sui dazi, evitando così una perdita di oltre 31 milioni di dollari. Attivo anche nel ramo del gioco d'azzardo, nel 2008 ha rilevato il Tropicana Entertainment, uno dei più importanti casinò di Atlantic City all'epoca in bancarotta. Dopo averne risollevato le sorti, nel 2018 ha ceduto la struttura, per un valore di 1.85 miliardi di dollari, alla Gaming and Leisure Properties e alla Eldorado Resorts.

## Vita privata
Nel marzo 1979 Icahn, che all'epoca aveva 41 anni, si è sposato con Liba Trejbal, una ballerina cecoslovacca di 28 anni. I due si sono separati nel 1993 e hanno divorziato nel 1999 dopo un lungo contenzioso. Dal matrimonio sono nati due figli, Brett Icahn e Michelle Celia Icahn Nevin. Suo nipote è Rick Schnall.
Nel 1999 Icahn ha sposato la sua assistente da lunga data ed ex broker Gail Golden (lei ha due figli da un precedente matrimonio).